# 말레이큰점박이시벳
말레이큰점박이시벳(Viverra civettina)은 사향고양이과에 속하는 포유류의 일종이다. 인도 서고츠 지역의 토착종이다. 50마리 이상의 부차 집단이 없는 250마리 이하로 추산되는 개체수 크기 때문에 국제 자연 보전 연맹(IUCN)이 멸종위급종(CR, Critically Endangered Species)으로 지정했다.
1990년대에 고립된 개체군이 말라바 남부의 덜 교란된 지역에 아직 생존해 있었지만, 보호 지역 바깥에 살고 있기 때문에 서식지 파괴와 사냥으로 심각한 멸종 위협을 받고 있다.
케랄라 주에서 "칸난 찬두"(Kannan chandu)와 "말레 메루"(Male meru)로 알려져 있으며, 카르나타카 주에서 "망갈라 쿠트리"(Mangala kutri), "말 쿠트리"(Bal kutri) 그리고 "돗다 푸눙기나"(Dodda punugina) 등으로도 불린다.